# Пролом
Пролом је насеље у Србији у општини Куршумлија у Топличком округу. Према попису из 2022. било је 79 становника (према попису из 1991. било је 92 становника). Познато је по лековитим изворима. Кроз бању протиче Проломска река.

## Географски положај
Пролом се налази на југу Србије 11 километара лево од места Рударе, на путу Ниш—Подујево—Приштина, 85km од Ниша и 23,1 km југоисточно од Куршумлије.Налази се на северозападним обронцима планине Радан , на 550 до 668 m надморске висине.

## Клима
На локалну климу утиче то што су око насеља шумовите планине просечне висине око 1.000 m. Клима је умерено континентална са особинама субалпске. Лета су умерено топла са мање падавина и свежим ноћима. Зиме су дуге и хладне са доста снега.

## Историја
После Првог светског рата почиње озбиљније коришћење топлих извора. Пролом и особине лековитих вода се помињу у новинама 1940. године када се наводи бројка од око 2000 посетилаца годишње. Од 1956. године број гостију се знатно повећава, а од 1961. године организацију прихвата и лечења гостију преузима Планинка из Куршумлије. Хотел Радан подигнут је 1968. године и имао је 28 лежаја. Већ 1976. године се дограђује депанданс са још 128 лежаја. Године 1982. хотел је проширен и дограђен, а у то време је геоистражним бушењем добијено око 11 литара лековите воде у секунди (температуре 29 °C). Године 1989. саграђен је други депанданс са 270 лежаја и терапијски блок као и део са базеном. Сада је хотел опремљен савременом опремом за смештај, дијагностику, лечење, терапију и рекреацију. Поред хотела са рестораном у бањи постоји већи број кућа са приватним смештајем за госте, неколико продавница мешовите робе и више ресторана.

## Демографија
У насељу Пролом живи 98 пунолетних становника, а просечна старост становништва износи 50,2 година (48,3 код мушкараца и 52,3 код жена). У насељу има 48 домаћинстава, а просечан број чланова по домаћинству је 2,31.
Ово насеље је великим делом насељено Србима (према попису из 2002. године).
|  |

| Демографија | Демографија | Демографија |
| Година      | Становника  | Становника  |
| ----------- | ----------- | ----------- |
| 1948.       | 172         |             |
| 1953.       | 248         |             |
| 1961.       | 225         |             |
| 1971.       | 180         |             |
| 1981.       | 200         |             |
| 1991.       | 92          | 92          |
| 2002.       | 111         | 111         |

| Етнички састав према попису из 2002.‍ | Етнички састав према попису из 2002.‍ | Етнички састав према попису из 2002.‍ | Етнички састав према попису из 2002.‍ | Етнички састав према попису из 2002.‍ |
| ------------------------------------ | ------------------------------------ | ------------------------------------ | ------------------------------------ | ------------------------------------ |
|                                      |                                      |                                      |                                      |                                      |
| Срби                                 | Срби                                 |                                      | 108                                  | 97,29%                               |
| Црногорци                            | Црногорци                            |                                      | 2                                    | 1,80%                                |
| непознато                            | непознато                            |                                      | 1                                    | 0,90%                                |

| Година пописа     | 1948. | 1953. | 1961. | 1971. | 1981. | 1991. | 2002. |
| ----------------- | ----- | ----- | ----- | ----- | ----- | ----- | ----- |
| Број домаћинстава | 22    | 32    | 38    | 48    | 79    | 43    | 48    |

| Број чланова      | 1  | 2  | 3 | 4 | 5 | 6 | 7 | 8 | 9 | 10 и више | Просек |
| ----------------- | -- | -- | - | - | - | - | - | - | - | --------- | ------ |
| Број домаћинстава | 15 | 21 | 2 | 5 | 2 | 3 | 0 | 0 | 0 | 0         | 2,31   |

| Пол    | Укупно | Неожењен/Неудата | Ожењен/Удата | Удовац/Удовица | Разведен/Разведена | Непознато |
| ------ | ------ | ---------------- | ------------ | -------------- | ------------------ | --------- |
| Мушки  | 49     | 8                | 35           | 4              | 1                  | 1         |
| Женски | 50     | 5                | 34           | 10             | 1                  | 0         |
| УКУПНО | 99     | 13               | 69           | 14             | 2                  | 1         |

| Пол    | Укупно                    | Пољопривреда, лов и шумарство | Рибарство                            | Вађење руде и камена | Прерађивачка индустрија       |
| ------ | ------------------------- | ----------------------------- | ------------------------------------ | -------------------- | ----------------------------- |
| Мушки  | 13                        | 3                             | 0                                    | 0                    | 3                             |
| Женски | 7                         | 1                             | 0                                    | 0                    | 0                             |
| УКУПНО | 20                        | 4                             | 0                                    | 0                    | 3                             |
| Пол    | Производња и снабдевање   | Грађевинарство                | Трговина                             | Хотели и ресторани   | Саобраћај, складиштење и везе |
| Мушки  | 0                         | 0                             | 0                                    | 5                    | 1                             |
| Женски | 0                         | 0                             | 1                                    | 3                    | 0                             |
| УКУПНО | 0                         | 0                             | 1                                    | 8                    | 1                             |
| Пол    | Финансијско посредовање   | Некретнине                    | Државна управа и одбрана             | Образовање           | Здравствени и социјални рад   |
| Мушки  | 0                         | 0                             | 0                                    | 0                    | 0                             |
| Женски | 0                         | 1                             | 1                                    | 0                    | 0                             |
| УКУПНО | 0                         | 1                             | 1                                    | 0                    | 0                             |
| Пол    | Остале услужне активности | Приватна домаћинства          | Екстериторијалне организације и тела | Непознато            | Непознато                     |
| Мушки  | 0                         | 0                             | 0                                    | 1                    | 1                             |
| Женски | 0                         | 0                             | 0                                    | 0                    | 0                             |
| УКУПНО | 0                         | 0                             | 0                                    | 1                    | 1                             |

## Пролом бања
Бања је позната не само као лечилиште већ и као место за: рехабилитацију, рекреацију, одмор и конгресни туризам.
Према званичним подацима Пролом вода се користи за лечење:
- Болести бубрега и мокраћних путева
- Болести органа за варење
- Болести коже
- Болести крвних судова
- Ванзглобног реуматизма

Раније су посетиоци Пролом бање користили блато из околине лековитих извора и њиме мазали делове тела у циљу лечења реуматских и кожних болести. Данас се лековито блато добија мешањем лековите воде са земљом из околине термалног (лековитог) извора Пупавци. Ово блато се користи у блатним кадама за лечење: кожних болести, болести крвних судова, реуматских обољења и неких обољења простате.

## Привреда
Пролом вода се од 1989. године пакује и флашира за потребе тржишта у земљи и иностранству. Нова фабрика воде пуштена је у рад 2005. г. Вода се са дубине од 220 метара без физичких и без хемијских промена пакује у ПЕТ амбалажу. Пролом вода припада водама високих балнеолошких вредности. Такве воде су: азотне, високоалкалне, нискоминерализоване, натријум хидро-карбонатне, силицијумске хипотерме. Главне балнеолошке вредности воде су алкалитет, присуство озона и силицијумске киселине уз мало учешће флуора.

## Знаменитости
- Црква брвнара Лазарица удаљена 2,5 km од хотела Радан.
- Црква Свете Петке удаљена је 1,5 km од Пролом бање
- Црква Преображења Господњег у Пролом бањи
- Ђавоља варош је планинарском стазом удаљена од Пролом бање десетак километара док је обилазни пут за аутомобиле дужине 27 km.
- За моторизоване госте могући су излети (преко 40 km) до Луковске бање и Куршумлијске бање

## Галерија
- Пролом бања "Мост патријарха Иринеја" поглед на центар
- Мост ка цркви Преображења изнад Проломске реке
- Мост и црква ноћу (2023.г.)
- Црква Преображења (2018.г.)
- Парк у Пролом бањи
- Етно кућа
- Видиковац са друге стране реке